# Jaurrieta
Jaurrieta (también en euskera estándar, en  euskera salacenco Eaurta)  es una villa y un municipio español de la Comunidad Foral de Navarra, situado en la Merindad de Sangüesa, en la comarca de Roncal-Salazar, en el valle de Salazar y a 72 km de la capital de la comunidad, Pamplona. Su población en 2024 fue de 180 habitantes (INE).
Su gentilicio es jaurietarra o eaurtarra, tanto en masculino como en femenino, o jaurietano/a[cita requerida].

## Toponimia
Jaurrieta es un topónimo que proviene de la lengua vasca. Existe un documento del siglo XI en el que el pueblo se menciona bajo el nombre de Eiaurrieta. De este nombre antiguo del pueblo se ha extraído el significado etimológico de Jaurrieta, ya que se ha interpretado eiaurrieta como lugar de pocilgas escasas, de eia (pocilga), urri (escaso) y -eta (sufijo locativo).
Este nombre evolucionaría perdiendo la e inicial y en castellano variando además el sonido ia por ja. Al hablar en euskera se han utilizado de forma tradicional e informal varias formas sincopadas de Jaurrieta para referirse al nombre del pueblo: Iaurta,Igaurta, I(g)orta o Eaurta. Cuando la Real Academia de la Lengua Vasca fue a decidir una forma oficial de transcribir el nombre del pueblo en lengua vasca optó en primer lugar por el nombre antiguo de Eiaurrieta, para posteriormente decidirse por una versión más moderna del nombre. En vez de decidirse por alguna de las formas sincopadas utilizadas habitualmente y entendiendo que debían considerarse formas informales del nombre optó finalmente por oficializar Jaurrieta, que aunque se transcribe igual que en castellano, se pronuncia como Yaurrieta.

## Símbolos

### Escudo
El escudo de armas de la villa de Jaurrieta tiene el siguiente blasón:

Trae de gules y un lobo de sable con las uñas doradas, que tiene atravesado en la boca un cordero de plata con los cuernos dorados.

Este escudo es el blasón privativo del valle de Salazar y al propio tiempo de cada uno de sus pueblos. Simboliza la naturaleza ganadera del valle y la necesidad de defender los animales de los ataques de los lobos.

## Geografía
La localidad de Jurrieta está situada en la parte Nordeste de la Comunidad Foral de Navarra y centro-occidental del Valle de Salazar a una altitud de 913 m s. n. m.. Su término municipal tiene una superficie de 43,41 km² y limita al norte con el municipio de Ochagavía, al este con este mismo y con el de Escároz, al sur con el de Esparza de Salazar y el monte Remendía y al oeste con los municipios de Abaurrea Alta, Abaurrea Baja y Villanueva de Aézcoa.

## Demografía
Jaurrieta cuenta con una población de 180 habitantes (INE 2024).
| Gráfica de evolución demográfica de Jaurrieta entre 1842 y 2021                                                     |
| |
| Población de derecho según los censos de población del INE Población de hecho según los censos de población del INE |